# Harvey Gamage
Le Harvey Gamage est une goélette en bois construit en 1973 dans le Maine aux États-Unis.

Il appartient à l'Ocean Classroom Fundation qui l'utilise comme voilier-charter sur des programmes d'éducation.

## Histoire
Le Harvey Gamage a été construit sur un chantier naval de la rivière Damariscotta (en) dans l'État du Maine par Harvey H. Gamage, célèbre constructeur de bateaux. Il rappelle les lignes des anciennes goélettes côtières des années 1860 aux États-Unis.
Durant vingt ans, le bâtiment a été exploité par le capitaine Eben Whitcomb et a navigué principalement dans les eaux de l'Atlantique du Nord-Ouest et de la mer des Caraïbes pour des programmes de formation vers les étudiants, les scientifiques et les touristes.
En 1993, le Harvey Gamage est acheté par l'association à but non lucratif Ocean Classroom Fundation (OCF) de Bath dans l'État du Maine. Avec les deux autres goélettes Westward et Spirit of Massachusetts, l'association propose des programmes exclusivement d'éducation maritime entre la Nouvelle-Angleterre et les Caraïbes.